# Wasserkraftwerk auf der Wolfzahnau
Das Wasserkraftwerk auf der Wolfzahnau ist ein Baudenkmal in der Augsburger Wolfzahnau. Es stammt aus dem Jahr 1901 und ist das größte Kraftwerk des Kanalsystems Augsburgs.
Das Wasserkraftwerk wurde als Teil des „Augsburger Wassermanagement-Systems“ am 6. Juli 2019 in die Welterbeliste der UNESCO aufgenommen.

## Lage

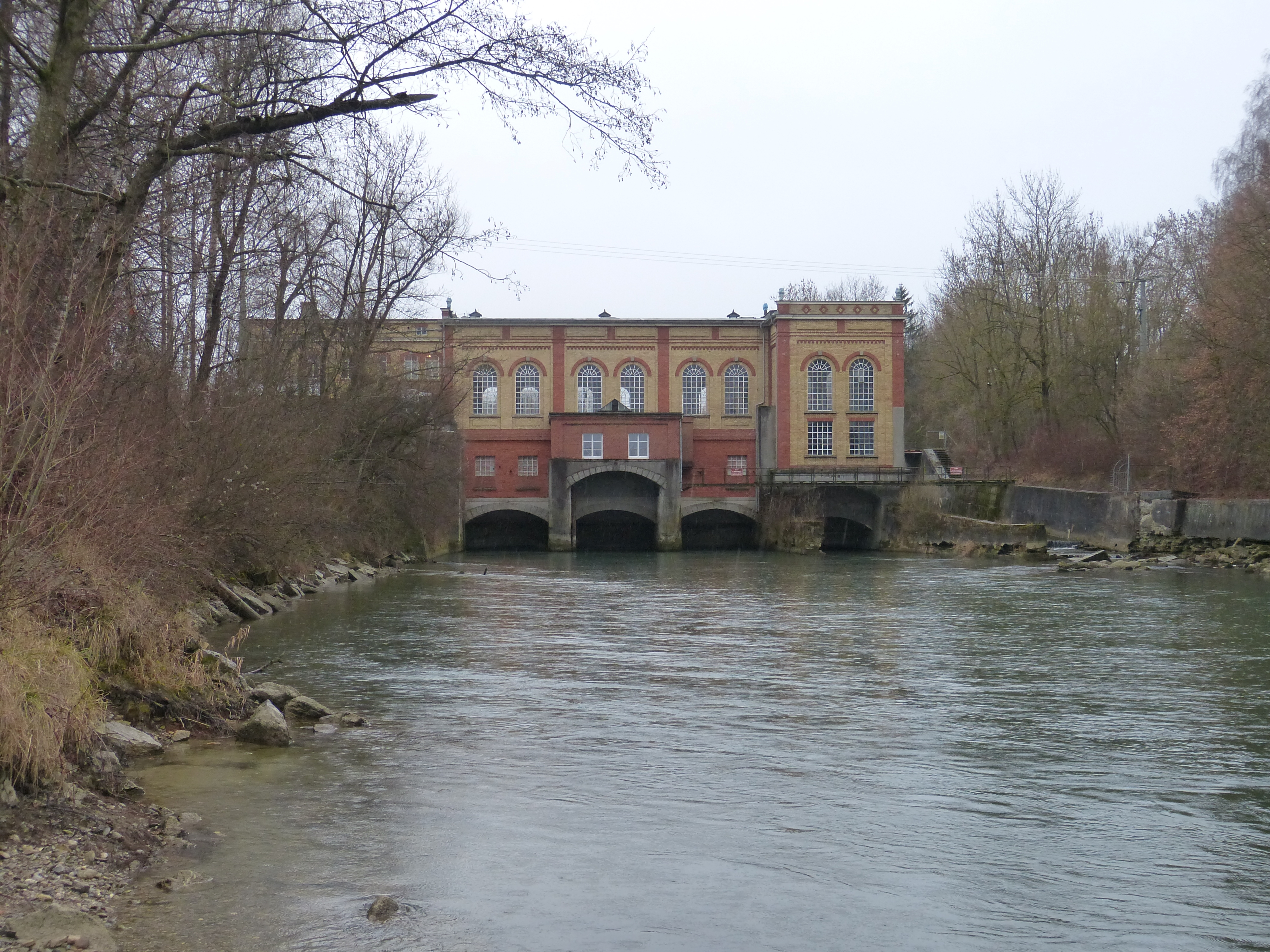
Wasserkraftwerk Wolfzahnau, von der Unterwasserseite (Norden) gesehen

Das Wasserkraftwerk befindet sich am Nordende des spitz zulaufenden Landschaftsschutzgebietes im Norden der Stadt, wo sich die beiden Flüsse Wertach und Lech treffen.
Das Netzwerk der Augsburger Lechkanäle schließt sich nach dem Durchfließen der Stadt wieder zusammen. Zuletzt vereinigen sich etwa 700 Meter südlich des Kraftwerks der Stadtbach und der Proviantbach. Eine Schleuse ermöglicht an dieser Stelle, einen Teil des Wassers in die Wertach abzuleiten, der Rest des Wassers fließt durch den Auslaufkanal zum Kraftwerk. Im Normalfall wird praktisch der gesamte Teil des Wassers über das Kraftwerk energetisch genutzt, bevor der Kanal kurz vor dem Zusammenfluss von Wertach und Lech in den Lech zurückmündet. In diesem im Jahr 1900 gegrabenen breiten und schnurgeraden Kanal, der auch „Vereinigter Stadt- und Proviantbach“ genannt wird, fließen bis zu 35.000 Liter Wasser pro Sekunde.

## Geschichte
Das Wasserkraftwerk auf der Wolfzahnau war das zweite nach dem Kraftwerk Gersthofen bei Gersthofen wenige Kilometer flussabwärts davon, welches 1901 in Betrieb ging und die Elektrifizierung der Region einleitete.
Der Architekt des Wasserkraftwerks auf der Wolfzahnau war möglicherweise Karl Albert Gollwitzer, dies ist aber nicht gesichert. Der Kanalquerbau wurde 1901 fertiggestellt und das Kraftwerk in Betrieb genommen. Der heute unter Denkmalschutz stehende Blankziegelbau (zweifarbig, gelb und rot) besitzt eine Lisenengliederung mit Rundbogenfenstern. Westlich neben dem ein- und zweigeschossigen Turbinen- und Verwaltungsbau steht ein turmartiges Umspannhaus mit seitlichen Anbauten, das ebenfalls als Blankziegelbau ausgeführt ist.
Das Kraftwerk gehörte zunächst der Baumwollspinnerei am Stadtbach, dann dem Unternehmen Christian Dierig und wurde für deren Eigenbedarf betrieben. Es ist nicht zu verwechseln mit dem wesentlich älteren Wasserkraftwerk am Stadtbach, das die Spinnerei bereits seit ihrer Inbetriebnahme versorgte.
Zwischenzeitlich war das Kraftwerk stillgelegt. Seit 1996 ist es in Privatbesitz und liefert seitdem Strom an die Stadtwerke Augsburg. Die Fassade des Gebäudekomplexes wurde 1997/1998 saniert.

## Technik

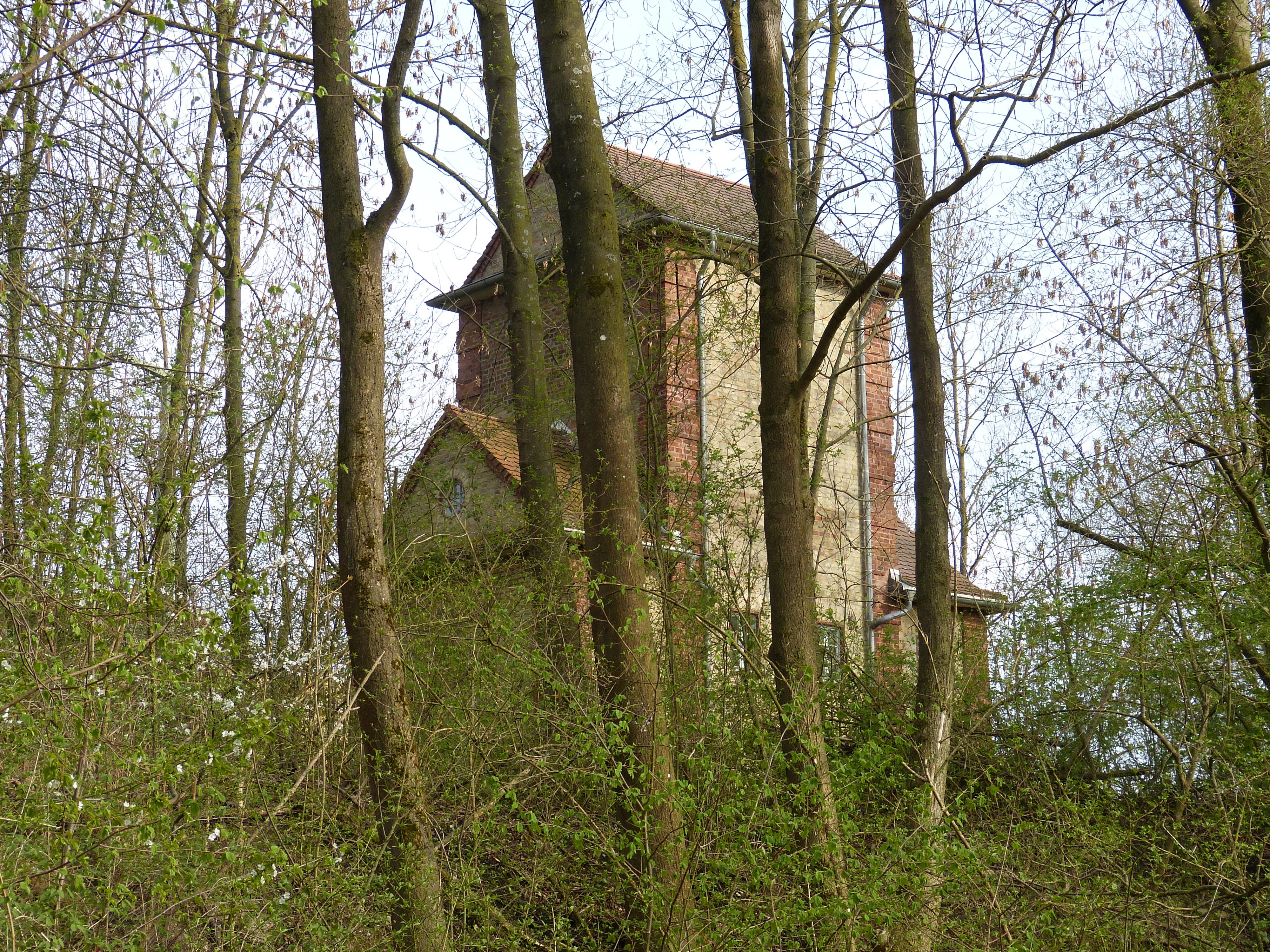
Umspannhaus des Wasserkraftwerks Wolfzahnau

Das Kraftwerk enthält mehrere Turbinen und ein vier Meter hohes Schwungrad, welches im Jahr 1900 bei der Weltausstellung in Paris als Schaustück deutscher Ingenieurskunst ausgestellt war. Auch der funktionsfähige Hochwassermaschinensatz von 1913 ist noch vorhanden.
1969 wurden die Francis-Turbinen durch drei Kaplan-Turbinen ersetzt. Das Kraftwerk leistet heute 1800 kW und erzeugt damit rund 15 Millionen kWh Strom pro Jahr.
Eine Floßgasse wurde 1913 zum Leerschuss umgebaut.